# مخطط الفيزياء الحيوية
إن المخطط التالي عبارة عن نظرة شاملة على مواضيع الفيزياء الحيوية:فيزياء حيوية— هي تداخل التخصصات و تستخدم الطرق الفيزيائية لدارسة النظام الأحيائي

## أصل الفيزياء الحيوية

### الفيزياء الحيوية هي
- هي تخصص (تعليم جامعي)- و هو فرع من المعرفة الذي يدرس في الجامعة أو المعاهد.

### مجالات بحث الفيزياء الحيوية
- جزيء حيوي
- الحركة في الحيوانات
- ميكانيكا حيوية
- تمعدن حيوي
- قابلية الحركة

### الفيزياء الحيوية تتداخل مع العلوم التالية
- فيزياء زراعية
- كيمياء حيوية
- كيمياء فيزيائية حيوية
- فيزياء الأرض الحيوية
- تقنية النانو
- علم أنظمة الأحياء

## فروع الفيزياء الحيوية
- فيزياء طبية، المجال الذي يدرس الطرق و المفاهيم من الفيزياء إلى الطب أو الرعاية الصحية
- فيزياء حيوية جزيئية، مجال الذي يطبق الطرق و المفاهيم من الفيزياء و الكيمياء و الهندسة و الرياضيات و الأحياء[1]

## تقنيات الفيزياء الحيوية

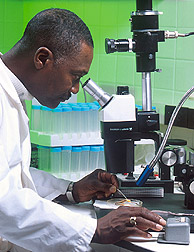
يستخدم العلماء المجهر لتسجيل و التقاط صور إلكترونية

تقنيات الفيزياء الحيوية— هي الطرق التي تستخدم لجمع المعلومات عن النظام الفيزيوحيوي من ذرة أو جزيء. 
- تصوير الكالسيوم — طريقة تقنية لتسجيل مكان تركز الكالسيوم. تستخدم هذه الطريقة في عينات الخلية و الأنسجة باستخدام الطريقة الأكواد الوراثية أو اكتشاف الانبعاث من الأصباغ التي تحقن في الجسم
- بيوفوتونيك— مزيج من الأحياء و الفوتون
- استشراب— تقنيات متعددة من هذا المجال  تستخدم للتطهير وتحليل الجزيئات الحيوية
- ازدواج اللون الدائري— طريقة لقياس يدوية العينة باستخدام ضوء مستقطب و تستخدم هذه التقنية عادة للتفريق بين  بنية البروتون
- كيمياء حاسوبية- تستخدم الطريقة العددية لتقصي البنية و الاتزان الديناميكي في النظا البيولوجي
- علم الأحياء البردي
- فيسيولوجيا كهربائية- تدرس الخصائص الكهربائية لجدار الجلية و تكون دوال للبيانات
- فصل كهربائي هلامي- تفرق بين الكتل لفصل الجزيئات البيولوجية حسب وزنها
- صورة - الصورة للمواد الحيوية ، غالباً عن طريق الميكروسكوب أو عن طريق أشعة اكس أو عن طريق الصور الحاسوبية
- مطيافية الكتلة- تقنية تعطي كتلة جزئية  متناهية في الدقة
- مجهرية -تستخدم من أجل العديد من الأشياء،
- مجهر القدرة الذرية
- قياس الضوء الطيفي- يستخدم لقياس انتقال الضوء عبر العديد من المواد و المحاليل المختلفة بأطوال موجية مختلفة
- دراسة البلورات بالأشعة السينية- طريقة لتحديد البنية الدقيقة للجزيء

## بنية الفيزياء الحيوية و الظواهر

### الفيزياء الحيوية في الجزيئات
- فيزياء حيوية جزيئية
- غشاء خلوي
- ترموديناميكا بيولوجية
- حركيات الإنزيم
- دهن فسفوري
- تجميع جزيئي فائق
- حمض نووي
- غشاء حيوي رقيق
- بروتين
- محركات جزيئية
- قناة أيونية
- بروتينات ناقلة عبر الأغشية الخلوية

### الفيزياء الحيوية في الخلايا
- علم الأحياء الخلوي
- انقسام خلوي
- تأشير الخلية
- نظام تحريكي
- فيزيولوجيا كهربائية
- تحليل التحكم الأيضي

## منظمات الفيزياء الحيوية
- جمعية الفيزياء الحيوية
- الأكاديمية الصينية للعلوم

## منشورات الفيزياء الحيوية
- المراجعة السنوية للفيزياء الحيوية
- مجتمع بحوث الكيماء الحيوية و الفيزياء الحيوية
- مجلة الفيزياء الحيوية
- المجلة الأوروبية للفيزياء الحيوية

## روابط خارجية
- Biophysical Society
- European Biophysical Societies' Association